# Доктор Айболит (балет)
«Доктор Айболит» — балет в 4 актах (8 картинах) композитора И. В. Морозова на сценарий П. Ф. Аболимова по мотивам одноимённой сказки К. Чуковского. Балет был впервые поставлен 20 сентября 1947 года на сцене Новосибирского театра оперы и балета. Балетмейстер М. Ф. Моисеев, художник Б. Г. Кноблок, дирижёр И. А. Зак. В первой постановке партию Айболита исполнил М. Ф. Моисеев, Танечки — А. А. Белова, Лисы — В. В. Ювачёва, Бармалея — Е. Г. Ефимов.
В 1948 году И. В. Морозов, М. Ф. Моисеев, И. А. Зак, Б. Г. Кноблок и А. А. Белова были удостоены Сталинской премии второй степени за балет «Доктор Айболит». Балет имел большой успех. За премьерой в Новосибирске последовали постановки в Москве (Театр имени Станиславского и Немировича-Данченко, балетмейстер Николай Холфин, 1948), Ленинграде (Малый театр оперы и балета, балетмейстер Борис Фенстер, 1948), Алма-Ате (1950), Перми (1950), Куйбышеве (1951), Минске (1951), Вильнюсе (1954), Одессе (1956), Челябинске (1957), Ашхабаде (1961), Воронеже (1964), Свердловске (1970), Львове (1971). К балету И. В. Морозова обращались и за рубежом: в Софии (1951) и в Братиславе (1968). В 1971 году вышел фильм-балет «Доктор Айболит» (балетмейстер Николай Холфин, режиссёр Владимир Граве).

## Либретто
Доктор Айболит, Танечка и Ванечка отправляются на корабле в Африку лечить обезьянок. Там их хватает Бармалей со своей шайкой разбойников. Друзья-зверушки помогают им спастись. Айболит возвращается домой, где узнаёт, что его злая Варвара и дрессировщик Капитони поместили животных в зверинец. Айболит освобождает зверушек. В конце все радостно танцуют.